# Llista de diputats al Parlament Europeu en representació de Grècia (II Legislatura)
Aquesta és una llista dels 24 diputats que representaren Grècia durant la II Legislatura del Parlament Europeu (1984–1989).

## Llista
| Nom                     | Partit nacional        | Grup del PE |
| ----------------------- | ---------------------- | ----------- |
| Dimítrios Adamu         | Partit Comunista       | COM         |
| Alekos Alavanos         | Partit Comunista       | COM         |
| Georgios Anastasópulos  | Nova Democràcia        | PPE         |
| Evàngelos Avérof        | Nova Democràcia        | PPE         |
| Paraskevàs Avgerinos    | Moviment Socialista    | SOC         |
| Ioannis Butos           | Nova Democràcia        | DE          |
| Khrísanthos Dimitriadis | Unió Política Nacional | DR          |
| Vasilis Efremidis       | Partit Comunista       | COM         |
| Dimítrios Evrigenis     | Nova Democràcia        | PPE         |
| Nikólaos Gazís          | Moviment Socialista    | SOC         |
| Kiriakos Gerontópulos   | Nova Democràcia        | PPE         |
| Marieta Giannaku        | Nova Democràcia        | PPE         |
| Manolis Glezos          | Moviment Socialista    | SOC         |
| Efthímios Khristodulu   | Nova Democràcia        | PPE         |
| Leonidas Kirkos         | Partit Comunista       | COM         |
| Panagiotis Lambrias     | Nova Democràcia        | PPE         |
| Georgios Mavros         | Moviment Socialista    | SOC         |
| Konstandina Pantazí     | Moviment Socialista    | SOC         |
| Khristos Paputsís       | Moviment Socialista    | SOC         |
| Spirídon Plaskovitis    | Moviment Socialista    | SOC         |
| Georgios Romeos         | Moviment Socialista    | SOC         |
| Ioannis Tzounis         | Nova Democràcia        | PPE         |
| Grigórios Varfis        | Moviment Socialista    | SOC         |
| Nikólaos Vgenópulos     | Moviment Socialista    | SOC         |